# Shunichiro Okano
Shunichiro Okano (n. 28 august 1931, Tokyo, Japonia – d. 2 februarie 2017, Tokyo, Japonia) a fost un fotbalist japonez.

## Statistici
| Japonia | Japonia | Japonia |
| An      | Meciuri | Goluri  |
| ------- | ------- | ------- |
| 1955    | 2       | 0       |
| Total   | 2       | 0       |